# Kalobittacus
Kalobittacus is een geslacht van schorpioenvliegachtigen (Mecoptera) uit de familie hangvliegen (Bittacidae).

## Soorten
Kalobittacus omvat de volgende soorten:
- Kalobittacus bimaculatus Esben-Petersen, 1914
- Kalobittacus demissus Byers, 1996
- Kalobittacus forficatus Rodríguez, 2016
- Kalobittacus hubbelli Byers, 1965
- Kalobittacus inornatus Byers, 1996
- Kalobittacus maniculatus Byers, 1996
- Kalobittacus masoni Byers, 1994
- Kalobittacus ramosus Byers, 1958
- Kalobittacus similis Byers, 1994